# Chinesisch-koreanischer Freundschaftsturm
Der Chinesisch-koreanische Freundschaftsturm (kor. 우의탑), auch kurz Freundschaftsturm, ist ein Denkmal auf einem Hügel des Moranbong-Parks in Pjöngjang, der Hauptstadt der Demokratischen Volksrepublik Korea (Nordkorea).

## Geschichte
Der Turm wurde im Oktober 1959 errichtet und war ein Geschenk der Volksrepublik China an die Demokratische Volksrepublik Korea. 1025 Blöcke aus Granit wurden verbaut; im Jahre 1984 wurde der Turm auf 30 m erhöht. Das gesamte Areal nimmt eine Fläche von 120.000 m² ein. Er soll an die chinesischen Soldaten erinnern, die im Koreakrieg (1950–1953) für den Norden gekämpft haben; die Zahl von 1025 Granitblöcken soll auf das Datum des chinesischen Kriegseintritts am 25. Oktober 1950 hinweisen. Der Turm ist somit Ausdruck der bis heute recht engen Beziehungen zwischen beiden Staaten. Noch heute werden von chinesischen Delegationen regelmäßig Kränze niedergelegt.
Der Turm steht im Stadtbezirk Moranbong-guyŏk an der Kaeson-Straße.